# Pétrel à ailes noires
Pterodroma nigripennis
Espèce
Statut de conservation UICN

 LC  : Préoccupation mineure
Le Pétrel à ailes noires (Pterodroma nigripennis) est une espèce d'oiseaux de la famille des Procellariidae.

## Répartition
Cette espèce vit en Australie, en Polynésie française, au Japon, en Nouvelle-Calédonie, en Nouvelle-Zélande, sur l'île Norfolk et aux États-Unis.